# Francuski Instytut Spraw Międzynarodowych
Francuski Instytut Spraw Międzynarodowych (IFRI) (fr. Institut français des relations internationales) – instytucja z siedzibą w Paryżu, która zajmuje się badaniami naukowymi z zakresu problematyki międzynarodowej oraz przygotowywaniem analiz. IFRI został założony w 1979 przez Thierry'ego de Montbrial, który kieruje nim do dziś.